# Галијено Фери
Галијено Фери (итал. Gallieno Ferri; Ђенова, 21. март 1929 - Ђенова, 2. април 2016) био је италијански цртач стрипа и илустратор. Један је од највећих цртача стрипова у Италији, а радио је на стриповима као што су Загор и Мистер Но. Заједно са Серђом Бонелијем учествовао је у стварању Загора (1961). Насликао је све насловне странице из регуларне серије Загора, а такође је био један од водећих цртача тог стрипа све до смрти.

## Биографија
Рођен је у Ђенови, где је провео детињство и младост. Рано је постао љубитељ стрипа, посебно америчких аутора Алекса Рејмонда, Реја Мура и Харолда Фостера. По завршетку Другог светског рата (1939-1945) кратко ради као геометар. Упоредо са овим послом, цртао је и рекламе за разне производе, али се већ 1948. пријављује на конкурс у издавачкој кући Ђованија Де Леа. Примљен је као веома талентован и ту са Де Леом 1949. године ствара своje првe јунакe Зелену сабласт (Il fantasma verde) објављено 10 епизода и "Црвено перо" (Piuma Rossa), објављено 6 епизода. Између 1949. и 1951. године радио је на три стрип серијала увезених из Француске, а цртао је и неколико епизода "Фантакса", као и насловнице за "Велики Бил Разбијач" (Big Bill Le Casseur), Робин Худ, као и дванаест бројева "Масакра". Желећи да остане анониман, своје радове потписује псеудонимом Фергал. Сарадња са Де Леом је потрајала до 1953. године, када су њих двојица створили лик Тандер Џека (Thunder Jack), који није успео у Италији, али јесте у Француској. Фери прекида сарадњу са Де Леом и одлази у Француску, где наставља да ради на Тандер Џеку са Французом Пјером Мушуом (Pierre Mouchot). Од 1953. до 1959. углавном црта за француско тржиште. Осим Тандер Џека, ради и на другим серијалима (Jim Puma, Agent Secret, Tom Tom, Kid Colorado). У том периоду дефинитивно напушта посао геометра и одлучује да се у потпуности посвети цртању стрипова. У Француској ради до 1959, кад се жени и сели у Реко, градић близу Ђенове.
Ту је 1960. започео сарадњу са Серђом Бонелијем, сценаристом и уредником куће Аралдо, касније Серђо Бонели едиторе. Бонели је био задивљен Феријевим радовима и није пропустио прилику да таквог цртача има у свом тиму. Године 1961. из њихове сарадње настаје Загор, стрип који ће обележити животе ова два човека. У почетку је, за Загоров визуелни лик, узор био амерички глумац Роберт Тејлор, али га Фери постепено мења, све више га приближавајући сопственом лику. Како је изјавио: Нормално је да између аутора и његовог лика постоји психолошка, па и физичка повезаност. Загор јако личи на мене док сам био млад. Одувек сам био авантуристичког духа, па сам га удахнуо и њему. Од када је изашао први број Духа са секиром, Фери се од Загора више није растајао. Нацртао је на десетине хиљада табли и све насловне стране стрипа о Загору. Само три пута у каријери он је свој таленат позајмио другим стрип-јунацима. Исте године када је настао Загор, Фери је нацртао две епизоде стрипа Црвени шињел (Giubba Rossa), затим прву епизоду новог Бонелијевог јунака Мистер Ноа 1975. године (за кога је следећих десетак година нацртао и 115 насловних страна), а крајем деведесетих је нацртао три насловне стране специјалних бројева Команданта Марка.
Међу бројним наградама које је добио у својој дугогодишњој каријери вреди издвојити регионалну награду за најбољег цртача стрипа Лигурије (1984), награду "Хуго Прат" (1995) као и награду "Fumo di China" за животно дело.
Преминуо је 2. априла 2016. у 88. години.